# Gärgasunfall
Als Gärgasunfall bezeichnet man Unfälle, bei denen Menschen in den Bereich von Gärgasen kommen und durch Sauerstoffmangel zu Schaden kommen.
Gärgase sind Luftmischungen, die bei Gärprozessen entstehen. Bei diesen Gasen ist der Kohlenstoffdioxidanteil höher als normal (0,04 %). Kohlendioxid (CO2) entsteht bei der alkoholischen Vergärung von Maischen, Most oder Futtermitteln. Gärgase haben eine höhere Dichte als Luft und bilden so genannte Gärgasseen am Boden, sie treten vor allem in Weinkellern oder in Silos auf. Diese Lokalitäten haben oft nicht die notwendigen Belüftungseinrichtungen, so dass sich das Gas am Boden sammeln kann und einen langsam ansteigenden See bildet. Die Hauptgefahr besteht darin, dass Gärgase geruchlos sind und ohne Hilfsmittel nicht wahrgenommen werden können. Der allgemeine Gärgeruch (beispielsweise in Weinkellern) erlaubt also keinen Rückschluss auf den Gehalt von Kohlenstoffdioxid.
Allgemeine Informationen zur Gefahr von CO2 (Kohlenstoffdioxid) bietet folgender Artikel: Kohlenstoffdioxid#Physiologische Wirkungen und Gefahren.
Dank Aufklärung ist die Zahl von Gärgasunfällen in Futtersilos in Deutschland seit den 1980er Jahren stark zurückgegangen.

## CO2-Gehalte und deren Gefährlichkeit
Früher war bei Weinbauern die Kerzenprobe üblich, die aber wie unten ersichtlich zur sicheren Bestimmung der gefährlichen
Kohlenstoffdioxidkonzentration keinesfalls geeignet ist. Die Flamme brennt noch bei einem gefährlichen CO2-Gehalt, der zu schweren Gesundheitsschäden und in ungünstigen Fällen zum Tode führen kann!
- 0,5 %: Maximale Arbeitsplatzkonzentration
- 1 %: Symptome nach einigen Stunden
- 4 %: Atemfrequenz erhöht, Benommenheit, Herzklopfen
- 9 %: tödlich innerhalb von 5 bis 10 Minuten
- 14 %: Durchschnittswert, bei dem die Kerze erlischt
- 20 %: tödlich innerhalb kurzer Zeit

Die Gefahr besteht darin, dass Menschen beim Betreten von Räumen mit erhöhter Kohlenstoffdioxidkonzentration zuerst leicht „berauscht“ sind, aber möglicherweise innerhalb kürzester Zeit bewusstlos zusammenbrechen und die Atemorgane vollständig in den Gärgassee (in Bodennähe ist die Kohlenstoffdioxidkonzentration höher) kommen, so dass diese Wirkung noch verstärkt wird. Bei Silos besteht oft die Gefahr, dass in diese mittels einer Leiter eingestiegen wird und man bei Verlust des Bewusstseins die Leiter hinunterstürzt.

## Sicherheitseinrichtungen
An Orten, an denen Gärgase auftreten können, sind gut sichtbare Warntafeln anzubringen. Die Installation eines Kohlenstoffdioxid-Warngerätes, das mit einem Exhaustor gekoppelt ist, stellt die beste Möglichkeit dar, lebensbedrohliche Gärgaskonzentrationen erst gar nicht entstehen zu lassen. Folgende Sicherheitseinrichtungen beziehen sich insbesondere auf Weinkeller. Bei beiden Sicherheitseinrichtungen ist die Auslassöffnung so zu wählen, dass das Kohlenstoffdioxid nicht wieder in den Keller zurückfließen kann und es zu keiner Gefährdung von betriebsfremden Personen kommt. Kohlenstoffdioxid kann durch Mauern und Erdspalten auch in benachbarte und darunterliegende Keller fließen. Daher sind die Besitzer dieser Keller vor dem Einsetzen der Gärung zu warnen.
- Absauggebläse: Das Gebläse muss am tiefsten Punkt des Kellers aufgestellt werden und von außen einschaltbar sein. Die Absaugleistung des Gebläses muss auf Kellergröße und Mostmenge abgestimmt sein.
- Direkte Gärgasabführung: Beim direkten Abführen der Gärgase aus den Fässern muss besonders auf die dichte Ausführung der Rohr- und Schlauchverbindungen geachtet werden.[1]

## Rettungsmaßnahmen im Unglücksfall
Verunglückte Personen dürfen nur mit geeigneten umluftunabhängigen Atemschutzgeräten geborgen werden (z. B. Pressluftatmer oder mit einem Schlauchgerät). Atemschutzmasken bieten in diesem Einsatzfall keinen Schutz. Bei einem vorhandenen Absauggebläse kann dieses verwendet werden, um Frischluft zuzuführen. Bedingt durch den notwendigen Selbstschutz ist zuvor über den Notruf zu alarmieren und erst anschließend kann mit der Rettung begonnen werden. Da die Feuerwehr über die notwendigen Geräte verfügt, kann diese mit wesentlich geringerem Risiko als Privatpersonen die Rettung der verunfallten Personen übernehmen.